# 高松 (練馬区)
高松（たかまつ）は、東京都練馬区の町名。現行行政地名は高松一丁目から高松六丁目。住居表示実施済み区域である。

## 地理
練馬区の中部に位置する地域。住宅が立ち並び、耕作地も多く見られる。高松一丁目から高松四丁目までは北部が光が丘と隣接し、光が丘の南西部を包み込むように高松五丁目と高松六丁目が伸びた独特の形をしている。高松五丁目・高松六丁目は北部が土支田と旭町と隣接している。また南部は貫井、東部は春日町、西部は谷原と隣接している。笹目通りを北上すると約450mで埼玉県境となる。

### 河川
- 石神井川

### 地価
住宅地の地価は、2025年（令和7年）1月1日の公示地価によれば、高松4-7-22の地点で43万8000円/m2、高松6-33-9の地点で37万円/m2となっている。

## 歴史
江戸時代、現在の田柄・光が丘・春日町・高松・向山・貫井はまとめて武蔵国豊島郡上練馬村と呼ばれており、高松は村の中にあった小名（こな）のひとつであった。今も町名として残っている小名は他に貫井と田柄があり、それらは江戸時代初期の検地帳にも載っていることから、江戸時代以前からこの地域は高松と呼ばれていたことがうかがえる。なお、高松は大きく高松と大門（だいもん）という字に分かれていた。
1926年（大正15年）から1935年（昭和10年）まで、目白中学校（後の中央大学附属中学校・高等学校の母体）が、後の練馬区立練馬中学校地に所在していた。
1942年（昭和17年）、太平洋戦争は日本にとって厳しい状況へとなりつつあり、東京への爆撃が初めてあった。そのため翌1943年（昭和18年）に田柄・土支田・高松にまたがる陸軍の成増飛行場（高松飛行場とも呼ばれる）が建設された。終戦後、飛行場跡は米軍基地のグラントハイツになり、1969年（昭和44年）に光が丘となった。高松五丁目と高松六丁目が光が丘の南西部を包み込む腕のように伸びている奇妙な形状を成しているのはそのためである。

### 地名の由来
高い松があったからとの言い伝えられているが、その松がどこにあったのかは分かっていない。

### 沿革
1932年（昭和7年）の板橋区成立時に練馬高松町一丁目・練馬高松町二丁目となる。1947年（昭和22年）練馬区に所属、1949年（昭和24年）1月1日に冠称を外して高松町となった。1969年（昭和44年）9月1日に住居表示が実施され、周辺の地域と境界を調整し現行の高松一丁目から高松六丁目となり、北東部は光が丘となった。

### 町名の変遷
| 実施後     | 実施年月日   | 実施前（特記なければ、各町名ともその一部）                                   |
| ---------- | ------------ | ---------------------------------------------------------------------------- |
| 高松一丁目 | 1969年9月1日 | 高松町一丁目                                                                 |
| 高松二丁目 | 1969年9月1日 | 高松町一丁目                                                                 |
| 高松三丁目 | 1969年9月1日 | 高松町一丁目                                                                 |
| 高松四丁目 | 1969年9月1日 | 高松町一丁目                                                                 |
| 高松五丁目 | 1969年9月1日 | 高松町二丁目、旭町                                                           |
| 高松六丁目 | 1969年9月1日 | 高松町二丁目、土支田町                                                       |
| 光が丘     | 1969年9月1日 | 田柄町一丁目（全域）、田柄町二丁目（全域）、高松町一丁目、高松町二丁目、旭町 |

## 世帯数と人口
2025年（令和7年）4月1日現在（練馬区発表）の世帯数と人口は以下の通りである。
| 丁目       | 世帯数    | 人口     |
| ---------- | --------- | -------- |
| 高松一丁目 | 1,528世帯 | 3,001人  |
| 高松二丁目 | 1,265世帯 | 2,540人  |
| 高松三丁目 | 1,314世帯 | 3,188人  |
| 高松四丁目 | 1,710世帯 | 3,525人  |
| 高松五丁目 | 1,520世帯 | 2,894人  |
| 高松六丁目 | 1,489世帯 | 3,110人  |
| 計         | 8,826世帯 | 18,258人 |

### 人口の変遷
国勢調査による人口の推移。
| 年                 | 人口   |
| ------------------ | ------ |
| 1995年（平成7年）  | 11,886 |
| 2000年（平成12年） | 13,774 |
| 2005年（平成17年） | 15,217 |
| 2010年（平成22年） | 16,289 |
| 2015年（平成27年） | 17,068 |
| 2020年（令和2年）  | 18,334 |

### 世帯数の変遷
国勢調査による世帯数の推移。
| 年                 | 世帯数 |
| ------------------ | ------ |
| 1995年（平成7年）  | 4,389  |
| 2000年（平成12年） | 5,222  |
| 2005年（平成17年） | 5,907  |
| 2010年（平成22年） | 6,748  |
| 2015年（平成27年） | 6,999  |
| 2020年（令和2年）  | 7,935  |

## 学区
区立小・中学校に通う場合、学区は以下の通りとなる（2022年7月現在）。
| 丁目       | 街区                     | 小学校                       | 中学校                   |
| ---------- | ------------------------ | ---------------------------- | ------------------------ |
| 高松一丁目 | 1〜4番 19～23番          | 練馬区立春日小学校           | 練馬区立練馬中学校       |
| 高松一丁目 | 30～32番                 | 練馬区立練馬小学校           | 練馬区立練馬中学校       |
| 高松一丁目 | 5〜8番 24〜29番 33〜42番 | 練馬区立高松小学校           | 練馬区立練馬中学校       |
| 高松二丁目 | 全域                     | 練馬区立高松小学校           | 練馬区立練馬中学校       |
| 高松三丁目 | 1～22番                  | 練馬区立高松小学校           | 練馬区立練馬中学校       |
| 高松三丁目 | 23～24番                 | 練馬区立高松小学校           | 練馬区立谷原中学校       |
| 高松四丁目 | 23～32番                 | 練馬区立高松小学校           | 練馬区立谷原中学校       |
| 高松四丁目 | 1〜22番                  | 練馬区立高松小学校           | 練馬区立練馬中学校       |
| 高松五丁目 | 1〜5番                   | 練馬区立高松小学校           | 練馬区立谷原中学校       |
| 高松五丁目 | 6～12番                  | 練馬区立光が丘春の風小学校   | 練馬区立光が丘第二中学校 |
| 高松五丁目 | 13〜24番                 | 練馬区立光が丘四季の香小学校 | 練馬区立光が丘第一中学校 |
| 高松六丁目 | 1～29番                  | 練馬区立北原小学校           | 練馬区立谷原中学校       |
| 高松六丁目 | 30〜38番                 | 練馬区立豊渓小学校           | 練馬区立谷原中学校       |

## 産業

### 事業所
2021年（令和3年）現在の経済センサス調査による事業所数と従業員数は以下の通りである。
| 丁目       | 事業所数  | 従業員数 |
| ---------- | --------- | -------- |
| 高松一丁目 | 57事業所  | 398人    |
| 高松二丁目 | 81事業所  | 943人    |
| 高松三丁目 | 96事業所  | 929人    |
| 高松四丁目 | 119事業所 | 1,164人  |
| 高松五丁目 | 125事業所 | 2,627人  |
| 高松六丁目 | 139事業所 | 1,368人  |
| 計         | 617事業所 | 7,429人  |

#### 事業者数の変遷
経済センサスによる事業所数の推移。
| 年                 | 事業者数 |
| ------------------ | -------- |
| 2016年（平成28年） | 578      |
| 2021年（令和3年）  | 617      |

#### 従業員数の変遷
経済センサスによる従業員数の推移。
| 年                 | 従業員数 |
| ------------------ | -------- |
| 2016年（平成28年） | 7,225    |
| 2021年（令和3年）  | 7,429    |

### 農業
- 販売農家数：28戸
- 農業就業人口：76人
- 経営耕地面積：1546a
  - 畑：1181a
  - 樹園地：365a
- 主要農作物作付面積
  - キャベツ：588a
  - ばれいしょ：103a
  - ダイコン：104a
  - ほうれんそう：49a

（2000年（平成12年）2月1日現在、「練馬区統計書平成17年版 農業センサス」より。なお、ここに掲載したのは農業集落名が「高松町」となっている農家だけなので実際にはこれより若干数字は大きい）
- 高松は練馬区内でも比較的耕作地は多い方だが、やはり宅地化が進んでおり農業は縮小しつつある。

### 工業
- 工場数：34（2003年（平成15年）12月現在「練馬区統計書平成17年版 工業統計調査」より）
- 従業者数：394人
  - 常用労働者：383人
  - 事業主・家族従業者：11人
- 製造品出荷額等：556,532（万円）
- 付加価値額：305,909（万円）

高松の工業は工業統計調査を見る限り縮小しつつある。2000年と比べ2003年では、工場数は12減（-26.0%）、従業者数は126人減（-24.2%）、製造品出荷額は33億3129万円減（-37.4%）と非常に厳しい状況にあり、練馬区全体に共通する工業の縮小を反映している。従業者数の内、事業主・家族従業者の割合が練馬区全体では7.5%なのに対し高松では2.7%と少ないのが特徴である。

### 商業
- 卸売業（2002年（平成14年）現在・「練馬区統計書平成17年版 商業統計調査」より）
  - 商店数：52
  - 従業者数：431人
  - 年間販売額：18334（百万円）
- 小売業
  - 商店数：87
  - 従業者数：871人
  - 年間販売額：14112（百万円）

## 交通
| 隣接街区の駅                      |
| --------------------------------- |
| 都営大江戸線 - 練馬春日町駅(E 37) |

- エイトライナー ｰｰｰ 同地区を対象とした路線構想

### バス
- 西武バス練馬営業所が街区の路線バスを運行。
- バス路線：豊10（→光01・練47）
- バス路線：豊12（→光31・練47）
- バス路線：豊16（→練高01・光20-2）
- バス路線：光20-1（→廃止→無料送迎バス）

## 史跡
- 高松八幡神社

## その他

### 日本郵便
- 郵便番号 : 179-0075[3]（集配局 : 光が丘郵便局[17]）。